# Ligue de Badminton de Wallis et Futuna
Die Ligue de Badminton de Wallis et Futuna ist die oberste nationale administrative Organisation in der Sportart Badminton in Wallis und Futuna. Der Verband wird durch die Badmintonnationalmannschaft von Wallis und Futuna repräsentiert.

## Geschichte
Der Verband wurde im Juni 2019 gegründet. 2021 wurde der Verband assoziiertes Mitglied in Badminton Oceania und am 25. August 2021 ebenfalls assoziiertes Mitglied in der Badminton World Federation als insgesamt 197. Mitglied der Föderation. Sitz des Verbandes ist Mata Utu.

## Bedeutende Veranstaltungen, Turniere und Ligen
- Nationale Meisterschaft

## Persönlichkeiten
- Caroline Brial, Präsidentin